# Paratendipes intermedius
Paratendipes intermedius är en tvåvingeart som beskrevs av Chernovskij 1949. Paratendipes intermedius ingår i släktet Paratendipes och familjen fjädermyggor. Inga underarter finns listade i Catalogue of Life.